# Перед снегом
«Перед снегом» — первый сборник лирических стихов русского поэта и переводчика с восточных языков Арсения Тарковского. В сборник вошли стихотворения, созданные автором с 1939 по 1960 гг..

## Предпосылки создания книги
В 1945—1946 гг. Арсений Тарковский подготовил  для  издания свой первый поэтический сборник «Стихотворения разных лет». На собрании секции поэтов Союза писателей СССР рукопись получила одобрение для дальнейшей печати в издательстве «Советский писатель». В первой половине августа 1946 года был готов сигнальный экземпляр книги. 14 августа 1946 года было принято Постановление оргбюро ЦК ВКП(б) «О журналах „Звезда“ и „Ленинград“». Издательство, решив переждать волну, вызванную постановлением, отложило выход книги на более поздний срок. Но затем сменился главный редактор издательства, и новый руководитель дал указание отправить книгу Тарковского на рецензию критику Е. Книпович. Рецензия оказалась резко отрицательной. По воспоминаниям вдовы поэта Т. А. Озерской-Тарковской в ней заявлялось, что Тарковский принадлежит к тому же «Чёрному Пантеону», что и  Анна Ахматова,  Осип Мандельштам, Владислав Ходасевич. Матрицы  книги были уничтожены. Сохранилось три экземпляра чистых листов — один архиве А. А. Тарковского, другой в собрании известного библиофила А. Тарасенкова, третий в архиве К. Симонова.

## Содержание книги
Сборник стихов  состоит из пяти тематических циклов: 
- Только грядущее (стихотворения 1945 — 1960 гг.)
- Близость войны (стихотворения 1939 — 1962 гг. о личном отношении Арсения Тарковского к Великой Отечественной войне и воспоминаниях о ней спустя годы, кроме цикла  стихов «Чистопольская тетрадь», стихотворения «Полевой госпиталь», цикла  «После войны», стихотворения «Предупреждение»)
- Стихотворения 1946 — 1952 гг. (размышления поэта о смысле жизни своего поколения после войны, стихотворение «Вечерний сизокрылый...» — посвящено супруге поэта Т.А. Озерской-Тарковской, после женитьбы на ней в 1946 г.)
- Стихотворения 1947 — 1958 гг. (детские годы поэта)
- Стихотворения 1954—1960 гг.